# بريكليس (لاعب كرة قدم مواليد 1994)
بريكليس هو لاعب كرة قدم برازيلي في مركز الوسط، ولد في 24 مارس 1994 في غويانيا في البرازيل. لعب مع نادي غوياس.

## وصلات خارجية
- بريكليس (لاعب كرة قدم مواليد 1994) على موقع قاعدة بيانات كرة القدم.إي يو (الإنجليزية)
- بريكليس (لاعب كرة قدم مواليد 1994) على موقع Soccerway.com (الإنجليزية)